# Paweł Bojakowski
Paweł Roman Bojakowski (ur. 30 czerwca 1879 w Kowalu, zm. 25 września 1960 we Włocławku) – polski kompozytor, dyrygent i nauczyciel muzyki.

## Życiorys
Syn Jana i Marianny z Bojakowskich. W rodzinnym Kowalu ukończył szkołę podstawową, a następnie gimnazjum we Włocławku i Seminarium Nauczycielskie w Sienicy.
Po ukończeniu tych szkół udał się na studia muzyczne do Krakowa, gdzie uczył się w klasie organów i kompozycji w tamtejszym Konserwatorium Muzycznym. Jego wykładowcą był Władysław Żeleński. Szkołę ukończył w 1907 roku z oceną celującą.
Po ukończeniu Konserwatorium rozpoczął pracę nauczyciela śpiewu i muzyki w Państwowym Gimnazjum w Tarnopolu. Pracował tam do 1918 roku. Wtedy to powrócił do Włocławka. Tutaj także do 1927 roku pracował jako nauczyciel, m.in. w Gimnazjum im. Jana Długosza, Gimnazjum im. Marii Konopnickiej, Gimnazjum Janiny Steinbokówny, Seminarium Nauczycielskim i Szkole Kupieckiej.
W 1914 roku w Tarnopolu poślubił Stanisławę Feiner (1892–1978), z którą miał ośmioro dzieci. Czterej spośród jego synów - Stanisław, Kazimierz, Zygmunt i Roman także zostali muzykami. Zygmunt Bojakowski był w latach 1960–1979 dyrektorem Zespołu Szkół Muzycznych we Włocławku. Później był wicedyrektorem tej szkoły.
W 1922 roku biskup Stanisław Zdzitowiecki powołał go na stanowisko organisty we włocławskiej katedrze. Grał też m.in. w Kościele św. Jana i nieistniejącej już Kaplicy Najświętszego Zbawiciela. Bojakowski był też dyrygentem chóru Włocławskiego Towarzystwa Wioślarskiego oraz Chórów Rzemieślniczych „Lutnia” i „Spójnia”. Jako dyrygent osiągał wiele sukcesów w konkursach.
W 1927 roku Bojakowski przeprowadził się do Wilna, gdzie pozostawał do 1945 roku. Uczył tam w szkołach: Gimnazjum im. Mickiewicza, Gimnazjum im. Słowackiego, Gimnazjum im. Lelewela i Państwowej Szkole Technicznej. Został też dyrygentem chóru w Ostrej Bramie.

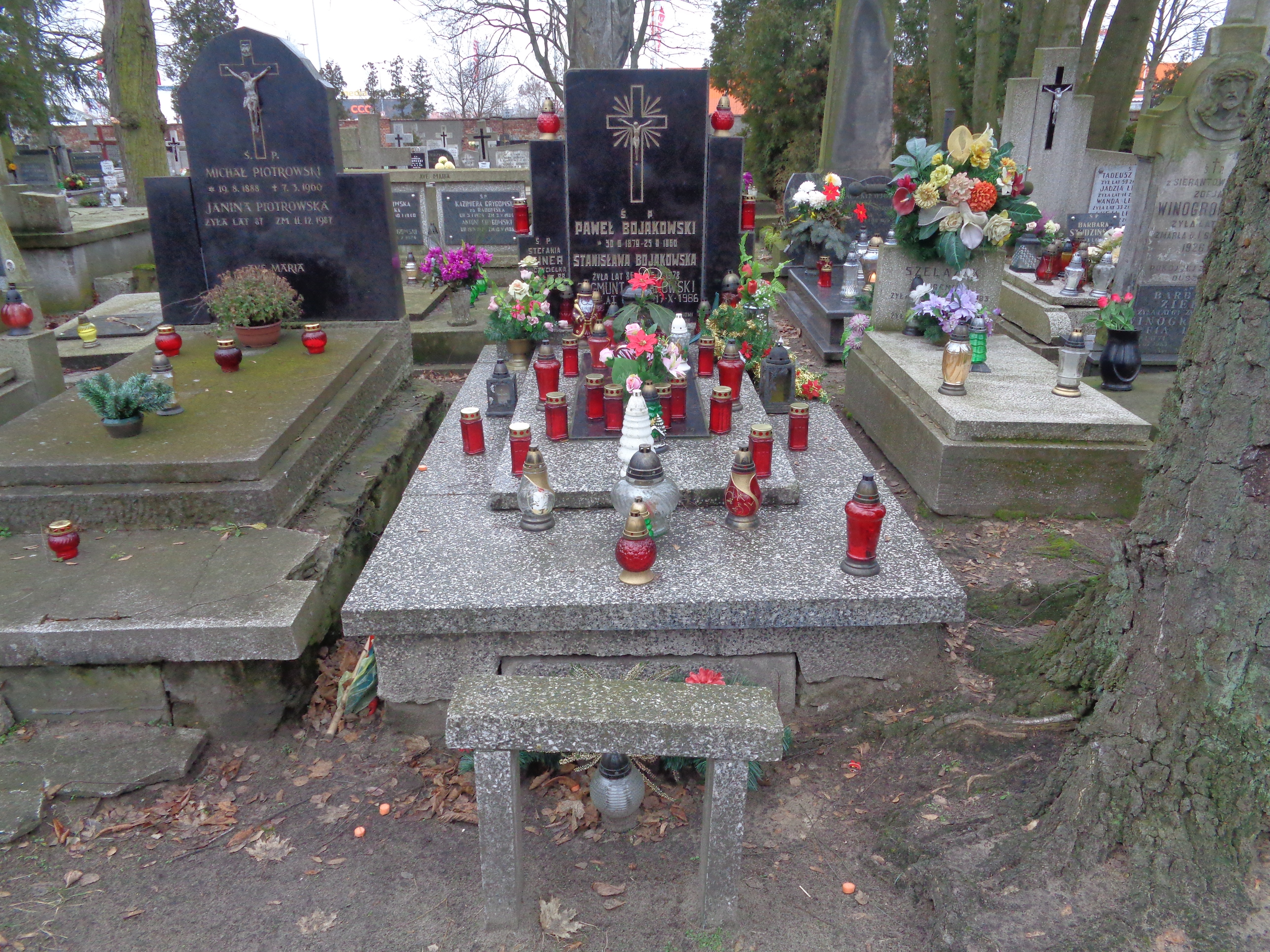
Grób rodziny Bojakowskich na włocławskim cmentarzu komunalnym

Po zakończeniu II wojny światowej powrócił do Włocławka. Ponownie rozpoczął pracę jako nauczyciel, tym razem w Liceum Pedagogicznym, Technikum Przemysłowo-Pedagogicznym, Szkole Mechanicznej, Państwowym Liceum dla Pracujących, Liceum im. Marii Konopnickiej, Liceum Handlowym, Państwowej Szkole Muzycznej oraz Ognisku Muzycznym. Ponownie zajął się też prowadzeniem lokalnych chórów.
Angażował się w działalność Pomorskiego Związku Śpiewaczego. Był też członkiem sekcji kompozytorów muzyki poważnej Stowarzyszenia Autorów ZAiKS.
Zmarł 25 września 1960 roku we Włocławku. Został pochowany na miejscowym cmentarzu komunalnym, w kw. 22/01/10.

## Spuścizna
Paweł Bojakowski był autorem wielu utworów muzycznych, m.in. dramatu muzycznego Fenicjanki czy pieśni chóralnych (np. Kujawiak, Pastorałka, Wieczorna cisza). Pisał także wskazówki dla śpiewaków i mówców.
Wśród jego uczniów byli m.in. Stefan Bolesław Poradowski i Maryla Rodowicz.
Uchodzi za prawdopodobnego współautora hejnału Włocławka. Obecnie hejnał jest odgrywany codziennie w południe z zabytkowej remizy Ochotniczej Straży Pożarnej we Włocławku.
W 1947 roku wydrukowano jego poradnik pt. Kierowanie dźwięku na "maskę": wskazówki dla śpiewaków, młodzieży deklamatorów, mowców itd. W 2010 roku wydano rękopisy jego utworów pod tytułem Pieśni kościelne : kopie rękopisów Pawła Bojakowskiego nauczyciela muzyki i śpiewu w szkołach średnich w Tarnopolu, Wilnie i we Włocławku : 1879-1960.
Jego nazwisko nosi jedna z ulic we Włocławku.